# Aziz Salihu
Aziz Salihu lub Azis Salihu, ps. Zizi (ur. 1 maja 1954 w Banduliciu) – jugosłowiański i kosowski bokser wagi ciężkiej i superciężkiej, następnie trener bokserski. Trzykrotny olimpijczyk (uczestniczył w letnich igrzyskach olimpijskich z lat 1980, 1984 i 1988), brązowy medalista z Letnich Igrzysk Olimpijskich 1984. Posiada także obywatelstwo północnomacedońskie.
Podczas trwającej w latach 1969–1990 kariery wziął udział w około 500 walkach, z czego przegranych było niecałe 30. Poza brązowym medalem olimpijskim zdobył łącznie 10 razy tytuł mistrza Jugosławii w boksie w kategoriach ciężkiej i superciężkiej. Siedem razy uczestniczył w mistrzostwach Europy w boksie, z czego dwukrotnie zdobył III miejsce. Pięciokrotnie uzyskał także I miejsce na mistrzostwach krajów bałkańskich w boksie.

## Życiorys i kariera sportowa
Karierę bokserską rozpoczął w 1969 roku. W latach 1971 i 1972 został mistrzem juniorskich krajowych mistrzostw Jugosławii w kategorii wagowej do 75 kg; należał wówczas do klubu MIK Skopje.
W 1979 roku odpadł w eliminacjach do mistrzostw Europy w boksie w Kolonii, przegrywając na punkty z węgierskim zawodnikiem Ferencem Somodim.
W 1980 roku wziął udział w letnich igrzyskach olimpijskich w Moskwie, gdzie zajął 9. miejsce w kategorii ciężkiej w boksie i nie zakwalifikował się do ćwierćfinału; przegrał na punkty z radzieckim zawodnikiem Piotrem Zajewem. W tymże roku Salihu zwyciężył w XXXIV Krajowych Mistrzostw Jugosławii; należał wówczas do klubu KBx Prishtina.
W 1981 roku na XIX Mistrzostwach Bałkanów w Puli Salihu wygrał na punkty z Bułgarem Georgim Stoimenowem. W tymże roku Salihu zakwalifikował się także na mistrzostwa Europy w boksie w Tampere, gdzie dostał się do półfinału poprzez ponowne pokonanie na punkty bułgarskiego zawodnika Georgiego Stoimenowa, jednak nie przeszedł do finału po przegranej walce na punkty z radzieckim zawodnikiem Wiaczesławem Jakowlewem; Jugosłowianin otrzymał w tychże mistrzostwach brązowy medal.
W 1982 roku na XX Mistrzostwach Bałkanów w Bursie zakwalifikował się do finału, pokonując bułgarskiego zawodnika Petyra Stoimenowa, wygrał następnie na punkty walkę finałową z Turkiem Hasanem Kayą.
Salihu zwyciężył też w XXI Mistrzostwach Bałkanów, które odbyły się w Atenach w 1983 roku; jugosłowiański zawodnik wygrał na punkty walkę finałową z Grekiem Nikosem Ikonomou. W tymże roku jugosłowiański zawodnik zakwalifikował się do mistrzostw Europy w boksie, które odbyły się w Warnie; odpadł jednak w ćwierćfinale po przegraniu na punkty ze wschodnioniemieckim zawodnikiem Ullim Kadenem.
Salihu wziął także udział w Letnich Igrzysk Olimpijskich 1984 w Los Angeles występując w superciężkiej kategorii wagowej; dostał się do półfinału poprzez zwycięstwo nad zachodnioniemieckim zawodnikiem Peterem Hussingiem, natomiast odpadł po przegranej walce z Amerykaninem Tyrellem Biggsem. Salihu ostatecznie zdobył brązowy medal podczas tychże igrzysk.
W 1985 roku wziął udział w mistrzostwach Europy w boksie w Budapeszcie; w ćwierćfinale pokonał na punkty Szweda Hakana Brocka, jednak także na punkty przegrał walkę z Węgrem Ferencem Somodim i zdobył brązowy medal, co jednak zapewniło Jugosłowianinowi brązowy medal.
W 1986 roku wziął udział w mistrzostwach świata w boksie w Reno; zakwalifikował się do ćwierćfinału po pokonaniu na punkty Węgra Ferenca Somodiego, jednak przegrał w walce z Amerykaninem Alexem Garcią po przerwaniu walki przez sędziego.
W 1987 roku uczestniczył w igrzyskach śródziemnomorskich w Latakii; pokonał w półfinale tureckiego zawodnika Erdala Sarikasa, a w finale wygrał z Marokańczykiem Mohamedem Toubim, dzięki czemu został nagrodzony złotym medalem. W tymże roku wziął także udział w Pucharze Świata w boksie, gdzie wraz z Kenijczykiem Chrisem Oderą zajął III miejsce w kategorii wagowej powyżej 91 kg; Salihu został znokautowany w walce ze wschodnioniemieckim zawodnikiem Ullim Kadenem. Uczestniczył także w XXV Mistrzostwach Bałkanów w Prisztinie, w których pokonał na punkty w półfinale Turka Erdala Sarikasa oraz w finale Bułgara Georgiego Harizanowa. Wziął także udział w mistrzostwach Europy w Turynie, jednak odpadł w ćwierćfinale w wyniku przegranej na punkty z Włochem Biagio Chianesem.
Na letnich igrzyskach olimpijskich w 1988 roku w Seulu zdobył 9. miejsce; został pokonany przez wschodnioniemieckiego zawodnika Ulliego Kadena, przez co Salihu nie zakwalifikował się do ćwierćfinału.
W roku 1989 uczestniczył w mistrzostwach Europy w boksie w Atenach; odpadł jednak w ćwierćfinale po przegranej na punkty z Bułgarem Swilenem Rusinowem.
W 1990 roku zakończył karierę bokserską i zaczął wspierać ideę niepodległości Kosowa. Wyjechał do Skopje, gdzie mieszkał przez dziesięć lat, wracając następnie do Prisztiny. Miał wkład w powstanie Komitetu Olimpijskiego Kosowa, pełnił następnie funkcję prezesa klubu KBx Prishtina. W 1997 roku władze jugosłowiańskie zaproponowały mu nieruchomości (w tym apartamenty) w zamian za brak zaangażowania w trwającą wówczas wojnę domową oraz za nieopowiadanie się po żadnej ze stron konfliktu; Salihu jednak odmówił. Do 2016 roku nie odwiedził Serbii, kiedy to został zaproszony jako honorowy gość na turniejach w Bujanovacu i w Kuršumliji. Był także właścicielem jednego z czasopism o tematyce sportowej.
Serbska Federacja Bokserska kilkakrotnie oferowała mu emeryturę, jednak Salihu za każdym razem odmawiał z powodów politycznych; jako obywatel Macedonii Północnej, korzysta z emerytury z tegoż kraju.

## Życie prywatne
Ma rodzinę w Prisztinie oraz w Skopje, gdzie pracuje jego rodzeństwo. Był w związku pozamałżeńskim, z którego urodziła się w Jagodinie córka Lidija Milosavljević; wziął następnie ślub z inną kobietą.

## Odniesienia w kulturze
Azizowi Salihu zostały poświęcone dwie książki.